# 锦州医科大学
锦州医科大学，为中国辽宁省锦州市的一所公立高校。

## 学校简介
锦州医科大学诞生于解放战争时期，前身为1946年在吉林省洮南市成立的辽吉军区卫生学校。1949年迁址辽宁省锦州市，1958年成立锦州医学院，2006年更名为辽宁医学院，2016年更名为锦州医科大学。经过70多年的发展已成为一所以医学为主，多门类、多层次、多种办学形式的省属普通高等院校。
校园总占地面积994987.60㎡。有医学、工学、农学、理学、管理学、教育学6个学科门类；现有29个本科专业，8个硕士学位授权一级学科，61个二级学科硕士学位授权点，5个硕士专业学位授权点。2021年全国医药类院校排名28位置，临床医学学科、药理学与毒理学学科进入ESI前1%排名。
学校现有国家级高层次人才2人，国家教学名师奖获得者1人，教育部高等学校教学指导委员会委员3人、教育部临床医学专业教学指导委员会副主任委员1人，新世纪百千万人才工程国家级人选1人，国务院政府特殊津贴获得者19人，辽宁省优秀专家4人，“辽宁省高等学校攀登学者支持计划”入选者3人。辽宁省教学名师奖获得者25人。
学校现有国家级一流本科专业建设点2个，国家级特色专业1个，国家级综合改革试点专业1个，省级一流本科专业建设点10个，省级综合改革试点专业3个，省级工程人才培养模式改革试点专业1个，省级创新创业教育改革试点专业1个，省级示范性专业3个，省级特色专业2个。国家级一流本科课程1门，省级一流本科课程97门，省级精品课程14门，省级精品资源共享与视频公开课7门，省级教学团队6个。省级实验教学示范中心8个，省级虚拟仿真实验教学示范中心5个，省级虚拟仿真实验教学项目6个，省级大学生实践教育基地12个。
学校现获批建设省高等学校重大科技平台2个，省重点实验室13个，省工程实验室1个，省工程研究中心1个，省专业技术创新中心2个，省临床医学研究中心2个，省协同创新中心1个。
学校现有全日制在校生13000余人，面向全国31个省、自治区、直辖市招生。学校是教育部“来华留学临床医学专业全英文授课资质院校”“中国政府奖学金来华留学生高等院校”，积极对接“一带一路”战略，生源国总量达到49个。
学校现有各专业教学实习基地87个，其中直属附属医院3所，非直属附属医院5所，为服务区域卫生医疗事业作出贡献。在抗击新冠肺炎疫情过程中，由附属第一、第三医院组成的医疗队，驰援武汉、大连等地，英勇事迹被中央电视台等多家媒体报道，多名同志获得国务院和卫生系统表彰。
学校将始终坚持“质量立校、学科强校、人才兴校、作风正校、依法治校”的办学理念，在学校党委的坚强领导下，全校师生医护员工坚定信心、锐意进取，勠力开创学校事业发展新局，为建设特色鲜明的高水平医科大学不懈奋斗！。

## 校史
- 辽吉军区卫生学校1946.9-1947.7
- 辽北医学院1947.7-1948.8
- 辽北军区卫生学校1948.8-1949.1
- 辽北省立卫生学校1949.1-1949.7
- 辽西省立卫生干部学校1949.7-1952.2
- 辽西省医士学校1952.2-1954.4
- 辽西省锦州卫生学校1954.4-1954.11
- 辽宁省锦州卫生学校1954.11-1958.7
- 锦州医学院1958.7-1959.10
- 锦州医学专科学校1959.10-1960.5
- 锦州医学院1960.5-2006.7
- 辽宁医学院2006.7-2016.3
- 锦州医科大学2016.3

- 2016年3月，更名为锦州医科大学，同时其举办的独立学院辽宁医学院医疗学院，更名为锦州医科大学医疗学院。[3]

## 校园
校园占地面积114万平方米，图书馆藏书116万册。

## 校训释义：
2006年正式启用。
厚德修身，是说应不断培育和养成高尚的品德，《周易》中说：“地势坤，君子以厚德载物”。学校应以德育人，以德为先，以德为本，培育有德之人，所有师生员工都要以高尚的品德不断改造、砥砺和培养自己，使自己成为一个高尚的人。
精术济世，这句体现了医学的特点，古语云：医术乃仁术；古代也有“悬壶济世”的医学典故，所以行医也被称为济世，这句话是说学习上要不断精益求精，以高超的医术去服务民众。今天我校已发展成以医学为主的多科性大学，而“术”具有包容性，乃可以泛指技术、艺术等，而覆盖其它专业。
这两句话里的第一个字“厚”和“精”，都反映了主动进取精神。“厚”是不断积累和培养；“精”是精益求精，不断学习、锤炼和发展。“德”与“术”则涵盖了对师生员工要求的最根本的东西，也是一个人立足社会、服务人民之根本。

## 学校校风：
求实求是  至精至诚
“求实”
```
      释义：讲求实际，通过客观地或冷静地观察以求得对客观实际的正确认识。基本内涵是坚持一切从实际出发，勇于修正错误，不弄虚作假。弘扬“求实”精神是做好一切工作的关键。 出处：孙犁《秀露集·耕堂读书记》，“诸葛亮在本传里是一个非常求实的人，是一个实干家。”即把求实精神、态度和行为作为人的较高德行。
```

“求是”
```
     释义：探究自然、社会和人本身运动(活动)的奥秘、规律，更指追求真理的科学态度、科学精神。“求是”也是我们党一向倡导的思想方法，即实事求是。在当代，做人、做学问、做事情，追求“求是”的精神和态度具有很强的现实意义，无论学校整体，还是每一个成员，只有“求是”，才能实现可持续发展。出处：《汉书·河间献王德传》。班固对河间献王刘德的好学精神作了高度评价，赞扬其“修学好古，实事求是”。
```

“至精”
```
     释义：“精”字，有四层含义：一为精细，即精密、细致。可理解为“精度”的细密，符合学校的医学特色;二为精湛，即专精、纯粹，在医学教育事业上指精湛的医术;三为精深、深远，用其表述精深的学问；四为精美，指医学教育所具有的艺术美感和健康高尚的审美价值。 “至精”体现了四个方面的具体要求：一是要有精益求精的治学态度；二是要有刻苦钻研的学习劲头；三是要有致力躬行的实践精神；四是要有良好的艺术修养和审美情趣。所谓至精，既是精通医术，更是对人性精细的洞悉。 出处：1、《吕氏春秋·君守》：“天无形而万物以成，至精无象而万物以化。2、《易·繫辞上》：“《易》有圣人之道四焉……非天下之至精，其孰能与於此？”
```

“至诚”
```
     释义：“诚”，忠诚，真诚。至诚，意为精诚，诚心诚意，指专心诚意去做，是解决疑难问题的最佳精神状态。“至诚无息，至诚无妄”是儒家的最高思想境界。孙思邈所著的《大医精诚》一书中把“医为仁术”的精神具体化，强调医者对患者的至诚。所谓至诚，既是对病者的真诚，更是对大自然规律的信守和生命本身的忠诚。出处：《中庸》:“唯天下至诚，为能经纶天下之大经，立天下之大本，知天地之化育。”
```

## 学校教风：
励志立德  善教博学
“励志”
```
     释义：集中心思致力于（医学教育事业）。“励志”要求人从内心深处汲取力量，用心灵总结出认识的精华，使人真正获得尊严、自信和动力，从而适应环境、激发生活和工作的热情，形成奋发向上的精神状态。出处：班固《白虎通·谏诤》：“励志忘生，为君不避丧生。”
```

“立德”
```
     释义：树立德业。立德，就是坚持德育为先，通过正面教育来引导人、感化人、激励人。党的十八大报告指出，“把立德树人作为教育的根本任务”。从整体建设层面，学校最为核心的是培养“德才兼备，以德为先”的高水平的师资和管理人员队伍，形成“以德修身、以德服众、以德领才、以德润才、德才兼备”的用人导向。从个体建设层面，教师不仅要传授知识、培养能力，还要把社会主义核心价值体系融入教育过程之中，引导学生树立正确的世界观、人生观、价值观、荣辱观。同时作为医学院校，教师还应重视对学生的医德教育，使之具有正确的医德观。 出处：《左传·襄公二十四年》：“太上有立德，其次有立功，其次有立言，虽久不废，此之谓不朽。”（“立德、立功、立言”是古人所追求的人生“三不朽”。）
```

“善教”
```
     释义：“善教”有三个层次：一是善于知识的传授；二是善于学习方法的指导和学习能力的培养；三是善于教书育人。出处：戴圣《礼记·学记》:“善歌者,使人继其声;善教者,使人继其志。”
```

“博学”
```
     释义：“博”，乃言其大而通也。大学的专业和学科等方面都应具有“广博”的特征，在学术思想、风格、观点上也应兼容并包、百花齐放。教者应学识渊博、造诣精深、诲人不倦、任劳任怨；学者应学而不厌、精益求精、厚积薄发。“博学”是一种开放的态度、执着的精神，热爱知识，坚持不懈地探索知识的真谛；还是一种谦虚的态度、淳朴的美德，知之不足而好学，使人愈加明事理、辨是非。 出处：《礼记·中庸》：“博学之，审问之，慎思之，明辨之，笃行之。”
```

## 学校学风：
善学 多思 力行
“善学”
```
     释义：善于学习，即树立合理的理想与目标，形成终身学习的理念。“善学”强调要在不断积累、不断反省的学习过程中，通过潜移默化、探索未知，保持对知识的渴望、对生命的热情、对理想的追求，坚定信念，矢志前行。（与“善教”相呼应） 出处：《礼记·学记》《善学者》：“善学者，师逸而功倍。”
```

“多思”
```
     释义：喜好学习并能深入地思考，心中领会其中的意义。 出处：司马迁《史记·五帝本纪》:“非好学深思，心知其意，固难为浅见寡闻道也。”
```

“力行”
```
     释义：“行”即行动、实践，致力于实践，与“善学”、“多思”共同构成“知行合一”的要求。“力行”更加强调学习和实践关系，突出实践的重要性。理想与志向、学习与成效的魅力既在于自身所散发出的光彩，更在于将其转化为现实的过程。“力行”的精髓是脚踏实地、严谨务实，在实践中创造价值。出处：《礼记·中庸》：“好学近乎知，力行近乎仁，知耻近乎勇。”
```

## 学校标识：
1、校徽的色带和蛇型为正反两个汉字“辽”的变形，蛇杖与蛇型又为“锦州”首写字母的变形，寓意学校地处辽宁锦州。
2、校徽中色带、蛇型及蛇杖变化成锦州医科大学的英文缩写JZMU。
3、图形中央双蛇缠杖象征医学和健康，表达我校关爱健康、服务社会的办学宗旨。双蛇缠绕组成向上的DNA螺旋结构，寓意学校是一所以生命科学为主线、多学科协调发展的综合性大学。
4、蛇型与蛇杖的圆点构成奋发向上的人型，突出学校“以人为本”的办学理念。两条色带连接，又像知识的摇篮，说明学校的根本是教书育人。
5、校徽采用紫色，紫色是由温暖的红色和冷静的蓝色化合而成，象征着学校发展历程中传承的红色历史基因和地处蓝色沿海城市向科技高峰攀登的蓬勃朝气。同时，在中国传统文化里，紫色是高贵的颜色，校徽主色调选择紫色也寓意着紫气东来、校运隆昌的美好祝愿。